# Rosa Coutinho Cabral
Rosa Coutinho Cabral (Ponta Delgada,1956), é uma premiada realizadora, argumentista e encenadora portuguesa.

## Biografia
Açoreana, Rosa Coutinho Cabral nasceu em 1956, na Ilha de São Miguel, em Ponta Delgada.  Aos 14 anos, muda-se para Lisboa, onde se licencia em cinema na Escola de Cinema do Conservatório Nacional em 1979. Dirige Serenidade, a sua primeira longa-metragem, 10 anos depois. 
Paralelamente, à carreira enquanto realizadora trabalha como encenadora, tendo encenado textos de autores como Luigi Pirandelo, Irene Fornes, Herman Mellvile, Saint-Exupéry e outros. 

## Prémios e Reconhecimento
Em 2013, foi premiada na primeira edição do Arquitecturas Film Festival com o Best National Feature Film Award pelo documentário Adeus, Macau (Arrivederchi Macau). 
Ganhou o Prémio de Melhor Realizadora no Krajina Film Festival (Bósnia), em 2017, com o drama Coração Negro.  Por este filme, também recebeu, no mesmo ano, o Prémio do Público para Melhor Filme, no festival Caminhos do Cinema Português e o de Best Feature Film no ARFF International Film Festival (Amstrerdão). 
Com o documentário sobre o poeta Camilo Pessanha, intitulado Pe San Ie: O Poeta de Macau , ganhou o Prémio de Melhor Banda Sonora, no Innuendo International Film Festival, em 2019. 

## Filmografia Seleccionada
Realizou os filmes: 
- 1982 - Arábia, curta metragem
- 1989 - Serenidade
- 1999 - Cães Sem Coleira [13]
- 2006 - Lavado em Lágrimas [14]
- 2011 - Arriverdeci Macau, documentário sobre o aquitecto Manuel Vicente
- 2017 - Coração Negro [15]
- 2018 - O Bailinho, documentário
- 2018 - Pe San Ie: O Poeta de Macau, documentário sobre o poeta Camilo Pessanha [16][17]

## Teatro
Enquanto encenadora trabalhou nas peças: 
- 1997 - 3 Vidas de Sucesso, de Irene Fornes, pelo Teatro da Comuna, em Lisboa

- 1999 - Jacques o Fatalista, pelo Teatro da Comuna,em Lisboa

- 2001 - Barthes & Mandrake, pelo Teatro Taborda, em Lisboa [19]

- 2000 - Principezinho, adaptação do livro de Saint-Exupéry

- 2009 - Eu, Ninguém e cem mil, de Pirandelo, co-encenado com João Cabral

- 2012 - Bartleby, um experimento, de Melville, pelo Teatro do Bairro [20]

## Ligações Externas
- Arquivos RTP | Rosa Coutinho Cabral entrevista por Raquel Santos no programa Entre Nós (2006)

- Trailer | Pe San Ie: O Poeta de Macau (2018)
- Site Oficial do Filme Coração Negro